# Instituto Mexicano de la Radio

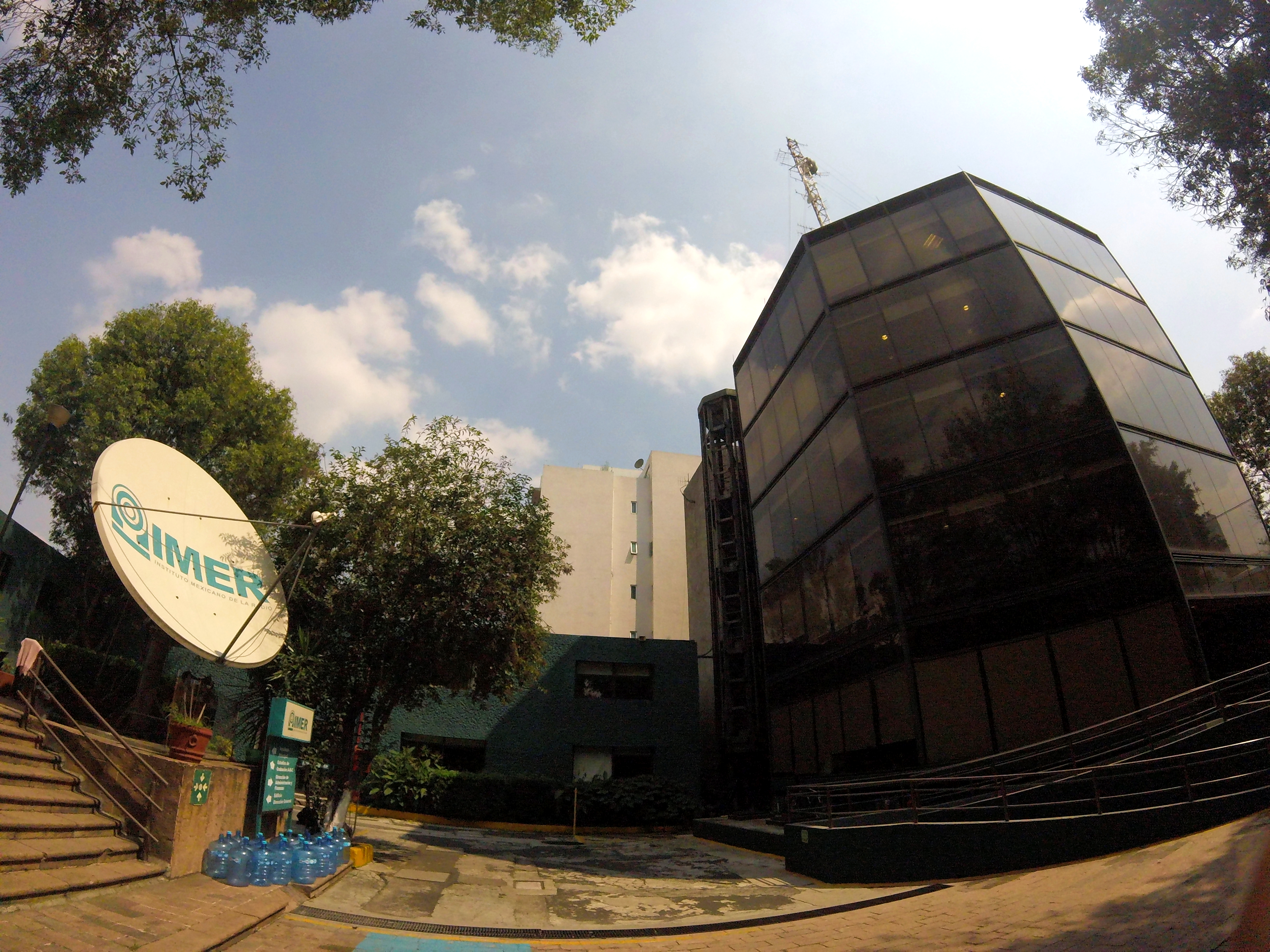
Una vista della sede centrale dell'IMER a Città del Messico.

L'Instituto Mexicano de la Radio (in italiano: "Istituto messicano della radio") è una emittente radiofonica pubblica messicana simile alla italiana Rai.  Conosciuta anche come IMER, il suo motto è "Inteligente Manera de Escuchar Radio" (in italiano: "Il modo intelligente di ascoltare la radio").

## Storia
Fu fondata nel 1983 come compagna dell'emittente televisiva pubblica Imevisión, che fu in seguito privatizzata e conosciuta come TV Azteca. Quando la Imevisión venne, come detto, privatizzata, XEIMT-TV (il canale culturale di Imevisión) e IMER rimasero sotto il controllo del governo.

## Stazioni attuali
- Distretto federale: XHIMER-FM, XHOF-FM, XHIMR-FM, XEDTL-AM, XEMP-AM, XEB-AM, XEQK-AM
- Tijuana, Bassa California: XHUAN-FM
- Cananea, Sonora: XEFQ-AM
- Ciudad Acuña, Coahuila: XERF-AM
- Ciudad Juárez, Chihuahua: XHUAR-FM
- Lázaro Cárdenas, Michoacán: XELAC-AM
- Salina Cruz, Oaxaca: XHSCO-FM
- Comitán, Chiapas: XEMIT-AM
- Cacahoatán, Chiapas: XECAH-AM
- Chiapa de Corzo, Chiapas: XECHZ-AM
- Mérida, Yucatán: XHYUC-FM

## Stazioni passate
- XERMX-OC (servizio a onde corte internazionale)